# Saint-Aquilin
Saint-Aquilin – miejscowość i gmina we Francji, w regionie Nowa Akwitania, w departamencie Dordogne.
Według danych na rok 1990 gminę zamieszkiwało 387 osób, a gęstość zaludnienia wynosiła 17 osób/km² (wśród 2290 gmin Akwitanii Saint-Aquilin plasuje się na 803. miejscu pod względem liczby ludności, natomiast pod względem powierzchni na miejscu 439.).